# 矢田不二郎
矢田 不二郎（やだ ふじろう、1902年（明治35年）8月20日 - 1981年（昭和56年）1月29日）は、大和生命の5代目取締役社長。実妹は小説家の矢田津世子。妹の人生、文学に大きな影響を与えた。

## 略歴
秋田県南秋田郡五城目町出身。五城目町助役の父鉄三郎、母チヱ夫妻の次男として出生。秋田中学に進学したが父の退職と秋田市転居、1916年の上京にともなって明治中学（現・明治大学付属明治高等学校・中学校）に転校した。その後、第一高等学校から1923年には東京帝国大学法学部法律学科へ進学した。
大学卒業後、1926年大和生命の前身・日本徴兵保険株式会社に就職。翌年から1932年まで名古屋支店に勤務。名古屋の同人誌「第一文学」に妹津世子とともに加入。1932年、東京に転勤、母・妹とともに下落合に居を定めた。1940年契約課長、翌年に理事補となり1945年に常務取締役、理事。終戦後、日本徴兵保険株式会社は大和生命保険相互会社となる。
1971年3月、4代目社長前山宏平の急死に伴い68歳で取締役社長に就任した。1975年5月社長退任。1981年1月29日、東京都板橋区の東京都養育院付属病院（現東京都健康長寿医療センター）で心不全のため78歳で死去した。墓所は西東京市ひばりが丘の東本願寺ひばりが丘別院。

## 家族関係

### 親子・きょうだい
鉄三郎、チヱ夫妻は9人の子宝に恵まれたが、うち4人は出産直後、または幼少時に亡くなり、不二郎のすぐ下の弟三郎も成人前に病死した。成人したのは不二郎のほかに姉、兄と妹の津世子の4人だけであった。姉は秋田市の武藤家に嫁ぎ、兄も既に実家を出て生活をしていたので、1925年に父が他界した後は母と妹との3人暮らしとなり、一家の大黒柱として生活を支えていかなければならなくなった。
不二郎はかねてから小説家志望であったが、上京後の父の仕事が上手くいかず、それにより家計も苦しかったため、父亡き後は早く就職して一家を支えなければならず、こうした夢は諦めざるを得なかった。

### 妹との関係
5歳下の妹の津世子に文学的才能があると知った不二郎は、妹に創作を勧めた。津世子を通して自己の夢を叶えるべく、時に厳しく妹を指導し、時にその経験・知識を語ることによりその才能を大きく開花させようとしたという。
名古屋支店時代には、東京から母と津世子を呼び寄せた。兄妹揃って同人誌「第一文学」に参加、守山不二郎名でアントン・チェーホフの翻訳文なども発表している。この時期の津世子は、「女人芸術」名古屋支部にも参加するなどして小説家としての下地を築いた。
東京本社に戻ってからも、その1年半ほど前に先に東京に戻り、目白文化村で一人暮らしをしていた津世子を呼んで下落合で一軒家を借り同居。妹を通じて知り合った多くの作家仲間や文壇関係者とも交際した。また美貌で知られた妹には数多の求愛者が現れたが、妹を深く愛し、独身を通していた不二郎は、厳しい目でそうした男達を排除していった
。1944年、津世子が結核により36年の短い生涯を閉じた後も、妹と住んだ下落合4丁目（現中井2丁目）の自宅に暮らし、遺品を大切に保管し続けた。
兄妹が暮らしたこの自宅は、山手通りの拡張工事により既にないが、津世子の遺品は五城目町の矢田津世子文学記念室で公開されている。